# Sonic Heroes
Sonic Heroes est un jeu vidéo de plates-formes, développé par Sonic Team et sorti sur GameCube, PS2, Xbox et Windows le 30 décembre 2003.
L'histoire est dans la continuité des deux épisodes Sonic Adventure, mais la mécanique et la forme du jeu s'en éloignent, revenant à l'ambiance des premiers jeux Megadrive, à savoir des niveaux thématisés qui s'enchainent et plus de linéarité comme ce fut le cas sur les premiers épisodes en 2D. 
Dans Sonic Heroes, le joueur a le choix entre quatre histoires où, dans chacune d'entre elles, intervient une « team » composée de trois membres avec lesquels le joueur joue simultanément et entre lesquels il peut alterner en cours de niveau en fonction des aptitudes dont il a besoin : la Team Sonic (Sonic, Tails et Knuckles), la Team Dark (Shadow, Rouge et E-123 Oméga), la Team Rose (Amy, Cream et Big) et la Team Chaotix (Vector, Espio et Charmy).

## Scénario
Eggman lance un défi à Sonic, Tails et Knuckles. Il veut conquérir le monde grâce à sa nouvelle arme secrète et prétend que personne ne pourra l'arrêter.
Parallèlement, Rouge, à la recherche d'un trésor appartenant à Eggman, découvre dans l'un de ses repaires Shadow, devenu amnésique, et un robot trahi par Eggman, E-123, dit « Oméga ». Ensemble, ils partent à la recherche d'Eggman.
Quant à Amy, Big et Cream, ils partent à la recherche de leurs amis disparus : Sonic pour Amy, Froggy la grenouille pour Big et Chocolat (le frère de Cheese, le chao qui accompagne Cream) pour Cream. Ils découvrent rapidement que ces deux derniers sont captifs d'Eggman.
Vector, Espio et Charmy appartiennent à une agence de détective. Via un talkie-walkie reçu par hasard, ils sont missionnés par un mystérieux client avec la promesse d'une belle récompense.
Il sera vite révélé que les personnages ne combattent pas Eggman mais une de ses créations qui a pris le dessus : Metal Sonic. Les différentes apparitions d'Eggman sont des leurres, Metal Sonic ayant créé des copies d'Eggman pour attaquer nos héros. Il essayera de conquérir le monde et surtout de détruire Sonic, qu'il déteste plus que tout.
Le véritable Eggman a été enfermé dans sa forteresse par Metal Sonic. Ce sont Vector, Espio et Charmy qui le trouveront. En effet, sans qu'ils ne le sachent, leur fameux client est Eggman qui les utilise pour l'aider à se libérer.
L'histoire de Sonic Heroes est dans la continuité de celles de Sonic Adventure et Sonic Adventure 2. Oméga est le dernier robot de la famille des E-100, dont les premiers modèles ont été conçus par Eggman dans Sonic Adventure. Dans le même jeu, on sait qu'Eggman est en train de concevoir une nouvelle créature, qui se trouvera être Metal Sonic. Enfin, l'amnésie de Shadow provient de l'attaque de la colonie spatiale ARK à la fin de Sonic Adventure 2. Par ailleurs, Amy se remémore tout au long du jeu certains événements de Sonic Adventure (comme le passage à Casinopolis et l'intrusion sur l'Egg Carrier).

## Personnages

### Team Sonic
- Sonic : C'est un hérisson bleu capable de courir plus vite que n'importe qui.
- Tails : C'est un renard jaune à deux queues qui lui permettent de voler. Passionné de mécanique, c'est le meilleur ami de Sonic.
- Knuckles : C'est un puissant échidné rouge qui a pour mission de protéger l'Émeraude Mère (Master Emerald) sur Angel Island (l'Île de l'Ange en français).

### Team Dark
- Shadow : C'est un hérisson noir possédant les mêmes capacités que Sonic.
- Rouge : C'est une chauve-souris, portant des tenue très féminines, mettant en avant ses formes. Passionnée par les bijoux, c'est une redoutable chasseuse de trésors.
- E-123 « Oméga » : C'est le dernier modèle conçu et le plus puissant de la série de robots E-100 d'Eggman. Il a été enfermé par Eggman dans son ancienne base pour surveiller Shadow et empêcher quiconque de le libérer.

### Team Rose
- Amy : C'est une jeune fille hérisson rose, qui s'est auto-proclamée comme étant la petite amie de Sonic, qui refuse pourtant toutes ses avances.
- Cream : C'est une jeune lapine toujours accompagnée d'un Chao appelé Cheese. Celui-ci ayant perdu son jumeau, Chocolat, Cream décide de partir à sa recherche dans ce jeu.
- Big : C'est un gros chat gourmand qui passe son temps à pêcher avec son ami la grenouille Froggy.

### Team Chaotix
- Espio : C'est un caméléon violet, taciturne et mystérieux. Expert en arts ninja appelé souvent un guerrier et espion japonais, il peut se rendre invisible pour échapper à ses ennemis. C'est le plus rapide agent de la Team Chaotix.
- Charmy : C'est une jeune abeille toujours joyeuse et agitée.
- Vector : C'est un grand crocodile vert, courageux mais turbulent. C'est le chef de l'agence Chaotix, ainsi que le membre le plus fort.

### Les ennemis
- Le Docteur Eggman (ou Docteur Robotnik) : C'est un savant fou qui transforme les animaux en robots guerriers, avec pour ambition de conquérir le monde. Il est le principal ennemi de Sonic depuis toujours.
- Metal Sonic : Antagoniste principal de ce jeu, c'est le plus performant robot d'Eggman. Ce dernier l'a reconstruit en y ajoutant un nouvel équipement : une machine à copier les données de ses ennemis. Il devient alors hors de contrôle et enferme Eggman dans une des cellules de sa forteresse après avoir copié ses données. Il cherche ensuite à attirer nos héros pour copier leurs données et acquérir leurs pouvoirs afin de devenir surpuissant.

## Niveaux
Chaque « team » traverse sept zones avec, pour chacune, deux niveaux classiques et un boss. Toutes les teams réalisent ces mêmes niveaux dans le même ordre. Seul leur contenu change d'une team à l'autre.
Une surprise attend les équipes Sonic et Dark à la fin du deuxième niveau de chaque zone. Quant à la Team Chaotix, chaque niveau est gagné en réussissant la mission qui leur est confiée.
- Zone 1 : le temple de la mer
  - 0. Sea Gate (la porte de la mer) : Niveau démo permettant au joueur de comprendre le fonctionnement du jeu et de tester les commandes.
  - 1. Seaside Hill (la colline du bord de mer) : Le joueur évolue sur la plage, dans un décor paradisiaque. Le but est d'atteindre l'île aux baleines. La team Chaotix doit trouver 10 bernard-l'ermite.
  - 2. Ocean Palace (le palais de l'océan) : Le joueur évolue dans un grand palais blanc flottant sur la mer. Les équipes Sonic et Dark se font poursuivre par une statue géante qui roule à la fin du niveau. La team Chaotix doit sauver le chao enfermé dans le palais.
  - Boss « Egg Hawk » : Robot en forme d'oiseau commandé par Eggman
- Zone 2 : la ville
  - 3. Grand Metropolis (la grande métropole) : Les personnages évoluent en hauteur, sur les toits d'impressionnants gratte-ciels. La team Chaotix doit éliminer tous les ennemis du niveau en moins de 8 minutes.
  - 4. Power Plant (la centrale électrique) : Les personnages évoluent dans l'usine d'Eggman. À la fin du niveau, les équipes Sonic et Dark doivent s'échapper d'un grand conteneur d'énergie avant que cette énergie ne les détruise. La team Chaotix doit battre les cinq robots-tortues dorés.
  - Duel Team Sonic VS Team Rose ou Team Dark VS Team Chaotix
- Zone 3 : le casino
  - 5. Casino Park (le parc du casino) : Les personnages se mettent en boule pour circuler dans des flippers et grimper jusqu'en haut. La team Chaotix doit récupérer 200 anneaux.
  - 6. Bingo Highway (l'autoroute du Bingo) : Le joueur évolue dans un décor similaire au niveau précédent. Pour les équipes Sonic et Dark, la fin du niveau est un flipper parsemée d'obstacles et de trous où le moindre faux mouvement peut être fatal. La team Chaotix doit ramasser 20 jetons de casino.
  - Boss « Robot Carnival » : Eggman envoie une armée de robots qu'il faut tous détruire pour gagner le niveau.
- Zone 4 : la ligne de chemin de fer
  - 7. Rail Canyon (le rail du canyon) : Le joueur évolue dans une vallée et avance en glissant sur des rails, dont l'aiguillage peut être modifié par des leviers, sans être touchés par les trains d'Eggman. La team Chaotix doit simplement atteindre la fin du niveau.
  - 8. Bullet Station (la gare aux boulets) : Le joueur évolue à toute vitesse dans la base d'Eggman, toujours en glissant sur des rails, et en se faisant propulser par d'énormes canons. Pour les équipes Sonic et Dark, une course de bobsleigh sur roues vient clore le niveau. La team Chaotix doit détruire toutes les capsules.
  - Boss « Egg Albatross » : Robot en forme de ballon dirigeable commandé par Eggman
- Zone 5 : la jungle
  - 9. Frog Forest (la forêt des grenouilles) : Le joueur évolue dans une forêt flottante. Les grenouilles peuvent faire tomber la pluie et pousser des plantes sur lesquelles on peut grimper. La team Chaotix doit traverser sans se faire repérer par les grenouilles.
  - 10. Lost Jungle (la jungle perdue) : Le joueur évolue dans un décor similaire au niveau précédent. Dans ce niveau, il existe des grenouilles noires qui font pourrir les plantes, les rendant inutilisables. Les équipes Sonic et Dark se font poursuivre à la fin du niveau par un alligator géant. La team Chaotix doit sauver 20 chaos.
  - Duel Team Sonic VS Team Dark ou Team Rose VS Team Chaotix
- Zone 6 : le manoir hanté
  - 11. Hang Castle (le château suspendu) : Le joueur évolue autour d'un château hanté lugubre. En appuyant sur des boutons sphériques, la gravité s'inverse et de nouveaux endroits deviennent accessibles. La team Chaotix doit ramasser les dix clés sans se faire repérer par les ennemis.
  - 12. Mystic Mansion (le manoir mystique) : À l'intérieur du château, l'ambiance est d'autant plus sinistre. Ces mêmes boutons peuvent déclencher n'importe quoi. À la fin du niveau, les teams Sonic et Dark se retrouvent plongées dans une salle où les plates-formes et les ennemis bougent en fonction du personnage désigné par la couleur du décor. La team Chaotix doit éteindre toutes les torches bleues.
  - Boss « Robot Storm » : Eggman envoie une armée de robots qu'il faut tous détruire pour gagner le niveau.
- Zone 7 : la flotte d'Eggman
  - 13. Egg Fleet (la flotte d'Eggman) : Le joueur évolue sur les vaisseaux de guerre d'Eggman. Le but est de progresser jusqu'au vaisseau mère qu'il faut détruire. La team Chaotix doit atteindre la fin du niveau sans se faire repérer par les ennemis.
  - 14. Final Fortress (la forteresse finale) : Le joueur évolue dans la forteresse d'Eggman de nuit. Ce dernier niveau est très long. À la fin du niveau, les équipes Sonic et Dark doivent éviter les lasers envoyés par Eggman. La team Chaotix doit trouver dix clés de cellule.
  - Boss « Egg Emperor » : Robot en forme de guerrier commandé par Eggman
- Histoire finale (quand le joueur possède les sept émeraudes du chaos et termine les quatre histoires)
  - Boss « Metal Madness » : Première forme de Metal Sonic, affrontée successivement par la Team Rose, la Team Chaotix et la Team Dark.
  - Boss « Metal Overload » : Version volante et améliorée de Metal Sonic, uniquement vulnérable au Team Blast. La Team Sonic utilise la puissance des émeraudes du chaos pour en venir à bout.

## Système de jeu
Le jeu est basé sur le concept d'équipe : le joueur contrôle l'un des membres d'une équipe de trois personnages et peut changer de personnage en permanence. Chacun des trois personnages a des capacités propres :
|           | Capacité principale | Team Sonic | Team Dark | Team Rose | Team Chaotix |
| --------- | --- | ---------- | --------- | --------- | ------------ |
| Vitesse   | Capable de courir vite et de retirer les boucliers des ennemis. | Sonic      | Shadow    | Amy       | Espio        |
| Vol       | Capable de voler et de transporter son équipe sur des plateformes en hauteur ou lointaines.                                                                                   | Tails      | Rouge     | Cream     | Charmy       |
| Puissance | Capable de détruire les ennemis robustes et forts. Peut aussi transporter son équipe sur des plateformes en hauteur quand le personnage est au-dessus d'un ventilateur géant. | Knuckles   | Oméga     | Big       | Vector       |

Comme dans tous les jeux Sonic, le but est d'arriver à la fin des niveaux, tout en détruisant les ennemis et en récupérant certains objets, dont les nombreux anneaux (les rings). Le joueur perd ses anneaux lorsqu'il est touché par un ennemi, et meurt lorsqu'il tombe dans un précipice ou lorsqu'il est touché en n'ayant aucun anneau sur lui.
Les ennemis ont une petite intelligence artificielle : tant que le joueur est éloigné ou silencieux, ils dorment, puis se réveillent et se dirigent vers le joueur lorsqu'il est repéré. Ce système est principalement utilisé dans les missions de la Team Chaotix où elle doit éviter de se faire repérer (en sachant qu'Espio a la capacité de devenir invisible).
Il est possible d'améliorer la puissance d'un personnage en récupérant des boules power-up dans le niveau. Leur couleur (bleu, jaune ou rouge) détermine le personnage qui bénéficiera de cette amélioration.
Lorsque le joueur frappe des ennemis ou récolte des anneaux, le joueur remplit une jauge qui, lorsqu'elle est entièrement remplie, déclenche le Team Blast, une puissante attaque qui détruit tous les ennemis présents à l'écran. Chaque équipe en a une différente : la Team Sonic a le Sonic Overdrive, la Team Dark a le Chaos Inferno (utilisant le Chaos Control de Shadow et la puissance de feu d'Oméga), la Team Rose a le Flower Festival (provoquant une explosion de fleur tandis que Cream et Amy tournent autour de Big), et la Team Chaotix a le Chaotix Recital (une production de bruits destructeurs). Face à un boss, ce Team Blast réduit considérablement sa vie et est indispensable pour espérer les vaincre.
À la fin du niveau, une note entre A et E est attribuée, prenant compte du nombre d'ennemis abattus, du nombre d'anneaux et de power up récupérés et du temps mis pour terminer le niveau. Finir un niveau ou battre un boss permet d'obtenir un des 121 emblèmes du jeu. Obtenir des emblèmes permet de débloquer des options en mode deux joueurs. Obtenir tous les emblèmes et la note A à tous les niveaux permet de débloquer le Super Hard Mode, où la Team Sonic doit finir tous les niveaux du jeu à la suite, sans rencontrer de boss mais sans pouvoir sauvegarder sa progression.
Des petites clés sont situés dans les niveaux. Si le joueur finit le niveau avec l'une de ces clés, il peut jouer à un niveau bonus (il s'agit du premier jeu Sonic en trois dimensions qui renoue avec cette tradition datant du premier épisode) lui permettant de remporter des vies supplémentaires ou une « émeraude du chaos » (une par zone, donc sept au total).
Le joueur a le choix entre quatre histoires, qu'il peut prendre dans n'importe quel ordre, sans avoir besoin d'en terminer une avant d'en commencer une autre :
- Histoire de la Team Sonic : difficulté moyenne mais des niveaux assez longs et variés pour profiter au maximum des trois personnages principaux du jeu.
- Histoire de la Team Dark : difficile et davantage basé sur l'action.
- Histoire de la Team Rose : facile, destiné aux joueurs débutants.
- Histoire de la Team Chaotix : difficulté variable, le but n'est pas d'atteindre un point d'arrivée mais de réussir une mission différente pour chaque niveau.

En terminant les quatre histoires et en récupérant les sept émeraudes du Chaos dans les niveaux bonus, le joueur accède à une dernière histoire, qui fait intervenir toutes les équipes (et principalement la Team Sonic) affrontant Metal Sonic sous ses deux différentes formes.

### Mode deux joueurs
Deux joueurs peuvent s'affronter en écran splité dans de petits jeux de course (arriver à la fin du niveau avant l'autre, récupérer un nombre précis d'anneaux avant l'adversaire) ou de combat.

## Sortie
Troisième jeu de la série Sonic sur GameCube, premier à sortir simultanément sur GameCube, PlayStation 2 et Xbox, Sonic Heroes sort le 30 décembre 2003 au Japon. La version PlayStation est accompagnée d'une carte mémoire spéciale. En Amérique du Nord, les versions GameCube et PS2/Xbox ne sont pas sorties le même jour, respectivement le 6 et le 27 janvier 2004. Le jeu est ensuite sorti sur toutes ces plates-formes le 2 février en Europe.
Il est également sorti dans des versions à moitié prix (collections « Platinum » pour la PlayStation 2, « Choix du joueur » pour la GameCube et « Classics » pour la Xbox).

## Son

### Musiques
Deux CD de Sonic Heroes sont sortis au Japon. Le premier, « Triple Threat : Son des musiques de Sonic Adventure 2.
Complete Trinity: Sonic Heroes Original Soundtrax contient l'intégralité des musiques du jeu.
1. Sonic Heroes (musique d'introduction interprété par Crush 40)
2. Stage 01: Seaside Hill
3. Stage 02: Ocean Palace
4. Boss: Egg Hawk
5. System Screen: Select
6. Stage 03: Grand Metropolis
7. Stage 04: Power Plant
8. Special Stage: Bonus Challenge
9. Event: Strange Guys
10. Boss: Vs. Team Battle
11. Stage 05: Casino Park
12. Stage 06: Bingo Highway
13. Battle: Casino Area
14. Event: Monkey Business
15. Event: My World
16. Boss: Robot Carnival / Robot Storm
17. Stage 07: Rail Canyon
18. Stage 08: Bullet Station
19. Jingle: Speed Up
20. Jingle: Invincible
21. Boss: Egg Albatross
22. Event: Disquieting Shadow
23. System Screen: Menu
24. Battle: City Area
25. Battle: Sea Area
26. System Screen: Menu 2 joueurs
27. Battle: Quick Race
28. Battle: Ring Race

Disque 2 :
1. Sonic Heroes (version de l'écran titre)
2. Stage 00: Sea Gate
3. Stage 09: Frog Forest
4. Stage 10: Lost Jungle
5. Event: Excuse Me?
6. Event: Unexpected Encounter
7. Special Stage: Emerald Challenge
8. Event: No Past to Remember
9. Stage 11: Hang Castle
10. Stage 12: Mystic Mansion
11. Event: My Ambition
12. Stage 13: Egg Fleet
13. Stage 14: Final Fortress
14. Boss: Egg Emporer
15. Event: Metal Sonic... The Ultimate Overlord
16. Event: All Heroes Gather
17. Last Boss Version 1: Metal Madness
18. What I'm Made Of... / Last Boss version 2 Metal Overlord (interprété par Crush 40)
19. Event: Finale... Adventure Must Go On
20. Special Stage: Emerald Challenge (version rallongée)
21. Casino Park (version originale)
22. Bingo Highway (remixé)

Jun Senoue est derrière la plupart des musiques.

### Doublage

#### Voix japonaises
- Sonic / Metal Sonic : Jun'ichi Kanemaru
- Miles "Tails" Power : Ryō Hirohashi
- Knuckles : Nobutoshi Kanna
- Shadow : Kōji Yusa
- Rouge : Rumi Ochiai
- Omega : Taiten Kusunoki
- Amy : Taeko Kawata
- Cream : Sayaka Aoki
- Big : Takashi Nagasako
- Espio : Yuuki Masuda
- Charmy : Yoko Teppozuka
- Vector : Kenta Miyake
- Dr Eggman : Chikao Ōtsuka

#### Voix anglaises
La version française du jeu correspond à la version doublée en anglais sous-titrée en français.
- Sonic / Metal Sonic : Ryan Drummond
- Tails : William Corkery
- Knuckles : Scott Dreier
- Shadow : David Humphrey
- Rouge : Lani Minella
- Big / Omega : Jon St. John
- Amy : Jennifer Douillard
- Cream : Sarah Wulfeck
- Espio : Bill Corkery
- Charmy : Emily Corkery
- Vector : Marc Biagi
- Dr Eggman : Deem Bristow

## Accueil

### Ventes
Le 29 octobre 2004, près d'un an après sa sortie, Sega se félicite d'avoir vendu  Sonic Heroes à plus d'un million d'exemplaires.
En tout, le jeu s'est vendu à 5,46 millions d'exemplaires dont 2,96 millions pour la version PS2, 1,6 million pour la version GameCube et 900 000 pour la version Xbox.

### Critiques
Les critiques reçus par le jeu sont assez bonnes dans l'ensemble, mais très variables. Les notes vont de 2/10 pour Joystick, à 82 % pour PC Jeux en France. Le magazine britannique Edge lui donne 5/20, IGN 7,2/10, le magazine japonais Famitsu lui décerne 32/40 et Electronic Game Monthly le considère comme « la plus grande aventure de Sonic » et en fait un dossier de cinq pages. Parmi les critiques faites au jeu, les testeurs reprochent notamment des problèmes de caméra, un gameplay trop assisté et quelques incohérences au niveau du scénario.
La moyenne globale des notes s'élève à 15/20 pour les versions GameCube et Xbox (avec respectivement 47 et 36 tests), 14/20 pour la version PS2 (28 tests) et 12/20 pour la version PC (9 tests). En juillet 2005, le site GameRankings classe le jeu 154e meilleur jeu GameCube, 250e meilleur jeu Xbox et 540e meilleur jeu PlayStation 2. Pour Metacritic, Sonic Heroes est 183e meilleur jeu GameCube, 290e meilleur jeu Xbox, 696e meilleur jeu PlayStation 2 et 776e meilleur jeu Windows.
Globalement, Sonic Heroes est jugé un peu en dessous de Sonic Adventure et Sonic Adventure 2, notamment à cause du manque de diversité d'une team à l'autre (chacune traversant les mêmes mondes et jouant exactement aux mêmes niveaux dans le même ordre, malgré des différences entre les teams pour les niveaux) et aussi en raison du manque de diversité des ennemis d'un monde à l'autre.